# Dudówka
Dudówka – niewielka polana w Dolinie Starorobociańskiej w polskich Tatrach Zachodnich. Położona jest na wysokości ok. 1130–1150 m n.p.m., po zachodniej stronie Starorobociańskiego Potoku, nieco powyżej Starorobociańskiej Polany. Dawniej wchodziła w skład Hali Stara Robota, a jej nazwa pochodzi od spotykanego na Podhalu nazwiska Duda, zapewne dawnego jej właściciela lub użytkownika. Po utworzeniu Tatrzańskiego Parku Narodowego zniesiono jej użytkowanie, wskutek czego polana zaczęła zarastać lasem. W 1955 miała powierzchnię ok. 1,5 ha, ale w 2004 w wyniku zarośnięcia jej powierzchnia zmniejszyła się o ok. 53%.